# Parco Ritan (Pechino)

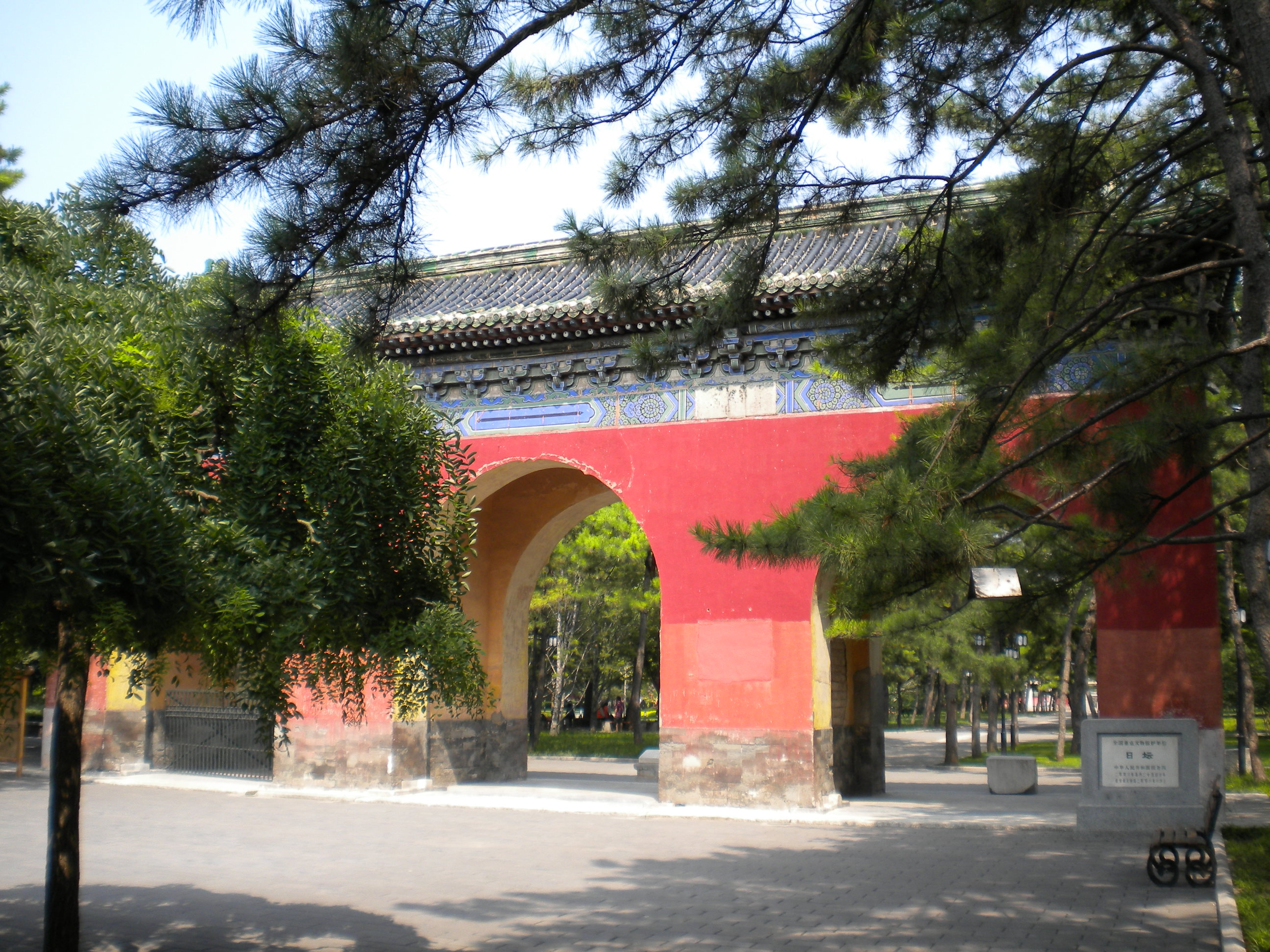
La Sacra Porta Occidentale.

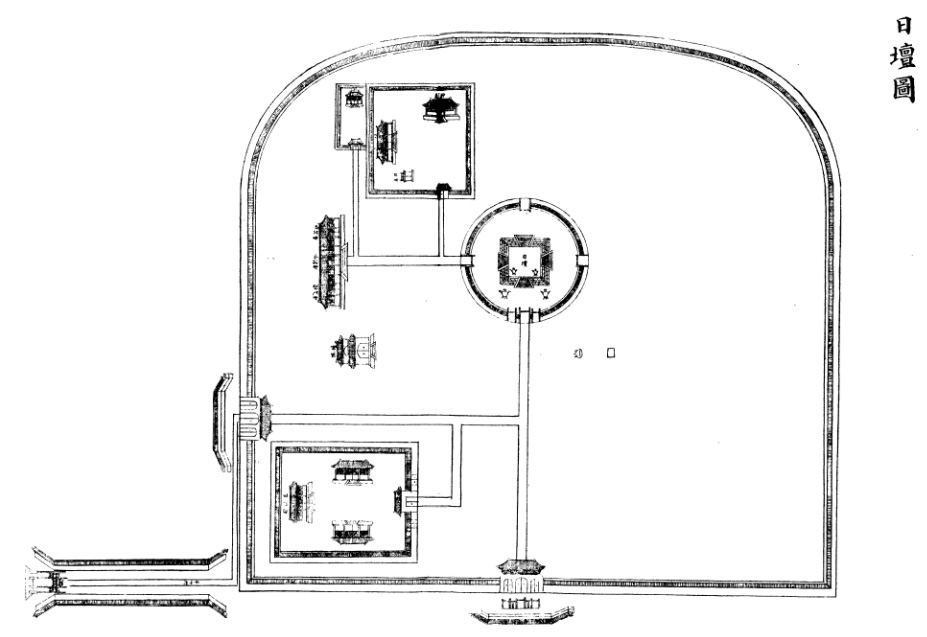
Il complesso del Tempio del Sole al tempo della Dinastia Qing.

Il Parco Ritan è un parco pubblico situato nel distretto di Chaoyang (circondario di Jianguomen) a Pechino (Cina). La più vicina stazione della metropolitana di Pechino è Yong'anli (Linea 1). Inizialmente, il parco era il recinto sacrale entro il quale sorgeva il Tempio del Sole costruito nel 1530 dalla dinastia Ming. Era ubicato al di fuori della cinta muraria della capitale imperiale.

## Storia
Il Tempio del Sole fu costruito nel 1530 per volontà degli imperatori della dinastia Ming (regnante l'imperatore Jiajing) che vi si recavano periodicamente per assolvere sacrifici rituali propiziatori in ragione della natura "celestiale" dell'autocrazia sinica. Il complesso sorse a oriente della cinta muraria cittadina e contestualmente all'erigenda del Tempio della Luna (a occidente della cinta) e del Tempio della Terra (a nord della cinta). Con la costruzioni di questi nuovi complessi templari, Jiajing andavano a concludere intorno alla città di Pechino il circolo di protezione geomantica (fondamentale per la religione popolare cinese) avviato dai suoi predecessori con la costruzione del Tempio del Cielo e del Tempio dell'Agricoltura a sud della capitale.
L'altare originale del tempio era una pedana rettangolare in pietra bianca coperta di smalto rosso con 4 scalinate cardinali di 9 gradini di 18,3x18,3 iarde alti 7 piedi. L'accesso all'altare avveniva tramite delle "vie celesti" ubicate ai quattro punti cardinali. Il tempio fu distrutto, restaurato e riaperto al pubblico nel 1556.
Approcciando all'altare, gli imperatori procedevano lungo la Via Sacra Occidentale, valicando la Sacra Porta Occidentale.
Il tempio fu abbandonato nel 1911. Il parco fu ribattezzato "Parco Ritan" (o Ri Tan) nel 1949 e riaperto nel 1951. Negli anni settanta, il parco divenne parte del distretto delle ambasciate della città. Negli anni ottanta, il parco fu restaurato e ampliato verso sud con il giardino Quchi Shengchun (o giardino Yuxin) e il "Murale del Sole" fu realizzato per commemorare le politiche di apertura di Deng Xiaoping e la fine delle politiche maoiste.
Durante le Olimpiadi estive del 2008, il Parco Ritan è stata selezionata come una delle tre "zone di protesta".

## Descrizione
L'area che circonda il Tempio del Sole è ora un parco pubblico e il sito presenta ampi giardini e un piccolo lago. Sul lato opposto di Pechino, a ovest, si trova il Tempio della Luna, situato a Fuchengmen . C'è un monumento di amicizia sino-giapponese nel parco ma è difficile da individuare e non ben indicato.
"Shen Ku e Shen Chu" sono il luogo in cui sono state trovate le tavolette del tempio. Il padiglione Qinghui è il punto più alto con una vista panoramica sul parco. Sotto il padiglione c'è uno stagno con le montagne rocciose, un caffè (lo "Stone Boat") e diverse piante di loto. Molte persone visitano il parco al mattino per praticare il Tai Chi o altre forme di esercizi fisici o spirituali.
L'accesso al parco è gratuito e la struttura è aperta 24 ore al giorno. Ristoranti e snack-bar sono disponibili all'interno.